# ملتهمة الحمض السمنية
ملتهمة الحمض السمنية (الاسم العلمي: Acidovorax valerianellae) هي نوع من البكتيريا، سلبية الغرام، تتبع جنس ملتهمة الحمض.